# Nero WaveEditor
Nero WaveEditor — аудиоредактор. Входит в состав мультимедийного комплекса Nero. Обладает базовыми функциями по обработке и редактированию аудиофайлов. Nero Wave Editor поддерживает компрессию в формат mp3PRO и позволяет использовать сторонние VST-плагины. В комплекте для GNU/LINUX отсутствует.